# Święty Franciszek obejmujący Chrystusa na Krzyżu
Święty Franciszek obejmujący Chrystusa na Krzyżu – powstały w XVII w. obraz autorstwa hiszpańskiego barokowego malarza Bartolomé Estebana Murilla.
Obraz znajduje się w Museo de Bellas Artes w Sewilli.

## Opis
Artysta przedstawił Chrystusa przybitego do Krzyża, który prawym ramieniem obejmuje św. Franciszka z Asyżu. Święty opiera jedną nogę na globie, rękami obejmując Ukrzyżowanego. Po prawej stronie unoszą się w powietrzu dwaj aniołowie trzymający ewangeliarz. Widoczny łaciński tekst pochodzi z XIV rozdziału Ewangelii Łukasza: Kto nie wyrzeka się wszystkiego, co posiada, nie może być moim uczniem (łac. Qui non renuntiat omnibus qui possidet non potest meus esse discipulus). W tle widoczne jest miasto. Nad Wiszącym znajduje się tabliczka z podaniem winy w trzech językach.

## Kopie w Polsce
Kopia obrazu znajduje się w kościele OO. Bernardynów w Przeworsku. Namalowana została przez nieznanego autora na pocz. XX w. Umieszczona jest w bocznym ołtarzu, zlokalizowanym w zakończeniu nawy południowej świątyni. Na księdze podtrzymywanej przez anioły zamiast fragmentu z Ewangelii znajduje się napis "Bóg mój i wszystko".